# Grand Prix de Tennis de Lyon 1999 - Qualificazioni singolare
Le qualificazioni del singolare  del Grand Prix de Tennis de Lyon 1999 sono state un torneo di tennis preliminare per accedere alla fase finale della manifestazione. I vincitori dell'ultimo turno sono entrati di diritto nel tabellone principale. In caso di ritiro di uno o più giocatori aventi diritto a questi sono subentrati i lucky loser, ossia i giocatori che hanno perso nell'ultimo turno ma che avevano una classifica più alta rispetto agli altri partecipanti che avevano comunque perso nel turno finale.
Le qualificazioni del torneo Grand Prix de Tennis de Lyon 1999 prevedevano 19 partecipanti di cui 4 sono entrati nel tabellone principale.

## Teste di serie
1. Sláva Doseděl (ultimo turno)
2. Orlin Stanojčev (secondo turno)
3. Ramón Delgado (Qualificato)
4. Lars Burgsmüller (secondo turno)

1. Julien Boutter (ultimo turno)
2. Richey Reneberg (Qualificato)
3. Rodolphe Gilbert (ultimo turno)
4. Sébastien de Chaunac (secondo turno)

## Qualificati
1. Mark Knowles
2. Jerome Hanquez

1. Ramón Delgado
2. Richey Reneberg

## Tabellone

### Legenda
| - Q = Qualificato - WC = Wild card - LL = Lucky loser | - ALT = Alternate - SE = Special Exempt - PR = Protected Ranking | - w/o = Walkover - r = Ritirato - d = Squalificato |

### Sezione 1
|  | Primo turno | Primo turno | Primo turno | Primo turno | Primo turno |  |  | Secondo turno | Secondo turno        | Secondo turno        | Secondo turno | Secondo turno |   |   | Ultimo turno | Ultimo turno  | Ultimo turno | Ultimo turno | Ultimo turno |  |
|  |             |             |             |             |             |  |  |               |                      |                      |               |               |   |   |              |               |              |              |              |  |
|  |             |             |             |             |             |  |  |               |                      |                      |               |               |   |   |              |               |              |              |              |  |
|  |             |             |             |             |             |  |  | 1             | Sláva Doseděl        | 6                    | 4             | 6             |   |   |              |               |              |              |              |  |
|  |             |             |             |             |             |  |  |               | Thomas Dupre         | 3                    | 6             | 4             |   |   |              |               |              |              |              |  |
|  |             |             |             |             |             |  |  |               |                      |                      |               |               |   |   | 1            | Sláva Doseděl | 6            | 4            | 6            |  |
|  |             |             |             |             |             |  |  |               |                      |                      | Mark Knowles  | 2             | 6 | 7 |              |               |              |              |              |  |
|  |             |             |             |             |             |  |  |               | Mark Knowles         | Mark Knowles         | 6             | 6             |   |   |              |               |              |              |              |  |
|  |             |             |             |             |             |  |  | 8             | Sébastien de Chaunac | Sébastien de Chaunac | 2             | 0             |   |   |              |               |              |              |              |  |
|  |             |             |             |             |             |  |  |               |                      |                      |               |               |   |   |              |               |              |              |              |  |

### Sezione 2
|  | Primo turno | Primo turno | Primo turno | Primo turno | Primo turno |  |  | Secondo turno | Secondo turno    | Secondo turno    | Secondo turno    | Secondo turno    |   |   | Ultimo turno | Ultimo turno   | Ultimo turno   | Ultimo turno | Ultimo turno |  |
|  |             |             |             |             |             |  |  |               |                  |                  |                  |                  |   |   |              |                |                |              |              |  |
|  |             |             |             |             |             |  |  |               |                  |                  |                  |                  |   |   |              |                |                |              |              |  |
|  |             |             |             |             |             |  |  | 2             | Orlin Stanojčev  | Orlin Stanojčev  | 6                | 3                |   |   |              |                |                |              |              |  |
|  |             |             |             |             |             |  |  |               | Jerome Hanquez   | Jerome Hanquez   | 7                | 6                |   |   |              |                |                |              |              |  |
|  |             |             |             |             |             |  |  |               |                  |                  |                  |                  |   |   |              | Jerome Hanquez | Jerome Hanquez | 6            | 7            |  |
|  |             |             |             |             |             |  |  |               |                  | 7                | Rodolphe Gilbert | Rodolphe Gilbert | 2 | 6 |              |                |                |              |              |  |
|  |             |             |             |             |             |  |  |               | Tomáš Krupa      | Tomáš Krupa      | 1                | 0                |   |   |              |                |                |              |              |  |
|  |             |             |             |             |             |  |  | 7             | Rodolphe Gilbert | Rodolphe Gilbert | 6                | 6                |   |   |              |                |                |              |              |  |
|  |             |             |             |             |             |  |  |               |                  |                  |                  |                  |   |   |              |                |                |              |              |  |

### Sezione 3
|  | Primo turno   | Primo turno   | Primo turno | Primo turno | Primo turno |  |  | Secondo turno | Secondo turno       | Secondo turno       | Secondo turno  | Secondo turno  |   |   | Ultimo turno | Ultimo turno  | Ultimo turno  | Ultimo turno | Ultimo turno |  |
|  |               |               |             |             |             |  |  |               |                     |                     |                |                |   |   |              |               |               |              |              |  |
|  |               |               |             |             |             |  |  |               |                     |                     |                |                |   |   |              |               |               |              |              |  |
|  |               |               |             |             |             |  |  | 3             | Ramón Delgado       | Ramón Delgado       | 6              | 6              |   |   |              |               |               |              |              |  |
|  |               |               |             |             |             |  |  |               | Marc-Kevin Goellner | Marc-Kevin Goellner | 3              | 4              |   |   |              |               |               |              |              |  |
|  |               |               |             |             |             |  |  |               |                     |                     |                |                |   |   | 3            | Ramón Delgado | Ramón Delgado | 6            | 6            |  |
|  | Remi Du Pre   | Remi Du Pre   | 4           | 7           | 6           |  |  |               |                     | 5                   | Julien Boutter | Julien Boutter | 1 | 2 |              |               |               |              |              |  |
|  | Cedric Lenoir | Cedric Lenoir | 6           | 5           | 3           |  |  |               | Remi Du Pre         | Remi Du Pre         | 2              | 3              |   |   |              |               |               |              |              |  |
|  |               |               |             |             |             |  |  | 5             | Julien Boutter      | Julien Boutter      | 6              | 6              |   |   |              |               |               |              |              |  |
|  |               |               |             |             |             |  |  |               |                     |                     |                |                |   |   |              |               |               |              |              |  |

### Sezione 4
|  | Primo turno        | Primo turno        | Primo turno    | Primo turno | Primo turno |  |  | Secondo turno | Secondo turno    | Secondo turno    | Secondo turno   | Secondo turno   |   |   | Ultimo turno | Ultimo turno   | Ultimo turno   | Ultimo turno | Ultimo turno |  |
|  |                    |                    |                |             |             |  |  |               |                  |                  |                 |                 |   |   |              |                |                |              |              |  |
|  |                    |                    |                |             |             |  |  |               |                  |                  |                 |                 |   |   |              |                |                |              |              |  |
|  |                    |                    |                |             |             |  |  | 4             | Lars Burgsmüller | Lars Burgsmüller | 3               | 3               |   |   |              |                |                |              |              |  |
|  | Cyril Saulnier     | Cyril Saulnier     | Cyril Saulnier | 6           | 6           |  |  |               | Cyril Saulnier   | Cyril Saulnier   | 6               | 6               |   |   |              |                |                |              |              |  |
|  | Olivier Mutis      | Olivier Mutis      | Olivier Mutis  | 3           | 4           |  |  |               |                  |                  |                 |                 |   |   |              | Cyril Saulnier | Cyril Saulnier | 5            | 3            |  |
|  | Julien Cuaz        | Julien Cuaz        | 5              | 6           | 6           |  |  |               |                  | 6                | Richey Reneberg | Richey Reneberg | 7 | 6 |              |                |                |              |              |  |
|  | Aleksandar Kitinov | Aleksandar Kitinov | 7              | 2           | 3           |  |  |               | Julien Cuaz      | Julien Cuaz      | 4               | 3               |   |   |              |                |                |              |              |  |
|  |                    |                    |                |             |             |  |  | 6             | Richey Reneberg  | Richey Reneberg  | 6               | 6               |   |   |              |                |                |              |              |  |
|  |                    |                    |                |             |             |  |  |               |                  |                  |                 |                 |   |   |              |                |                |              |              |  |